# 雪吊

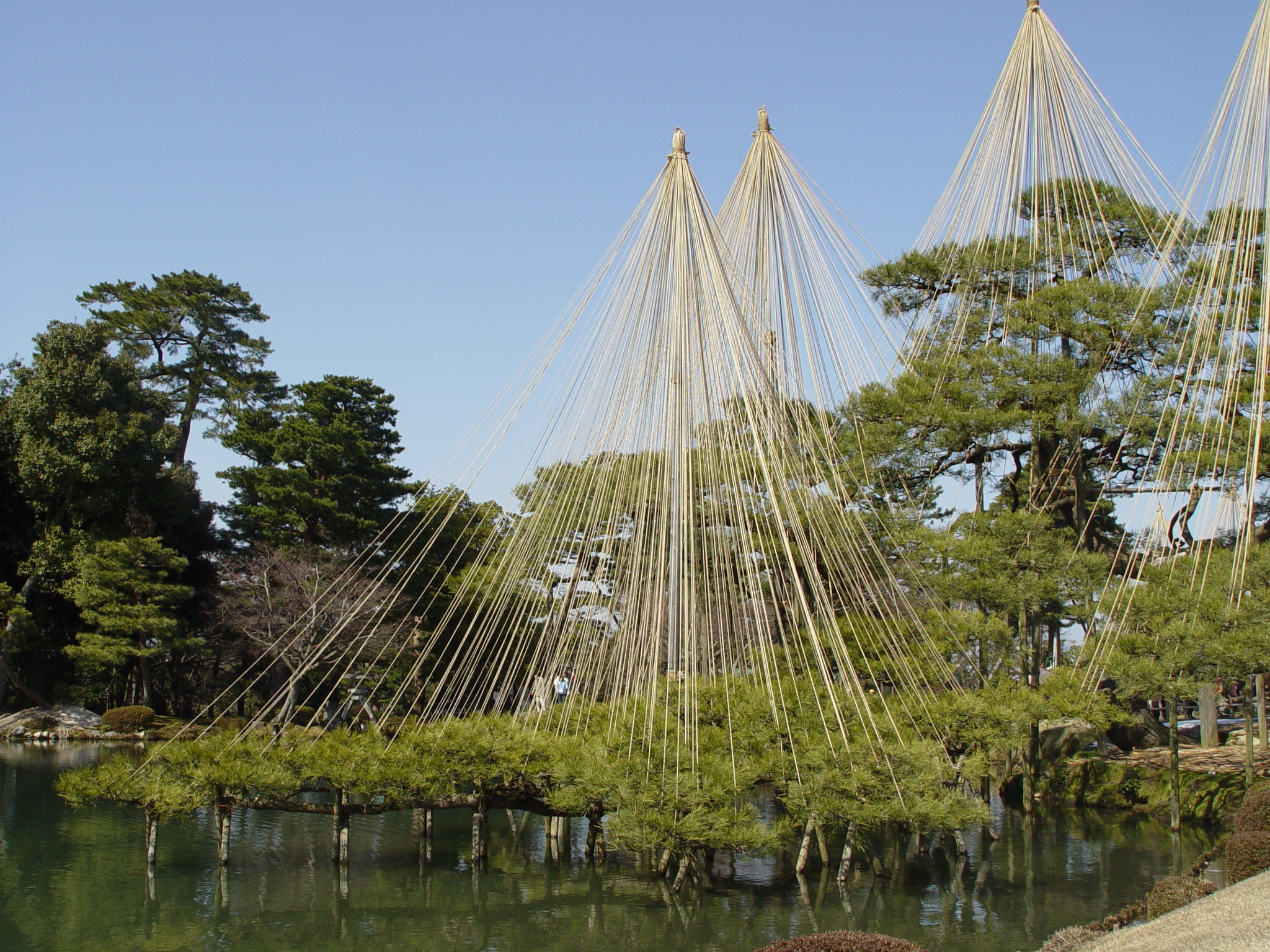
雪吊

雪吊り（ゆきつり）は、冬季、雪が付着することで、樹木の枝が折れないように縄で枝を保持すること。方言では雪づりの発音も聞かれる。
石川県出身の著名なパティシエの店から発売されている土産菓子「YUKIZURI」の名から、「雪吊」を「雪づり」と発音すると誤解する人が増えているが、この菓子名は方言的発音の「雪づり」と土産菓子として旅情を誘う「行きずり」との掛詞的ネーミングとのことである（【YUKIZURI】公式通販ショップの「YUKIZURI、ネーミング」の記述による）。
しかし、「雪吊」は「海づり」「磯づり」のように連濁を起こす例とは異なり、「魚つり」が「魚（を）つる」、つまり「魚」が「つる」対象であるために連濁の例外となる（「首つり」も「首」が「つる」の対象となる例）のと同様に、枝を吊ることで「雪（を）吊る」の意味となる「雪吊」は「雪つり」と発音するのが日本語として自然と考えられる。

## 手法と様式

### 手法
りんご吊り、みき吊り、しぼりなどの種類がある。
りんご吊り
樹木の幹付近に柱を立て、柱の先端から各枝へと放射状に縄を張ることをりんご吊りといい、雪吊の代表的手法である。これは、明治以降、西洋リンゴの栽培が日本で始まり、リンゴの実の重さから枝を守るために行った初期の技法に由来する。
みき吊り
高い樹木の幹から縄を張る方法。
しぼり
枝をまとめて縄で縛ったものをしぼりという。

### 様式
雪吊りの基本様式には、兼六園式、北部式、南部式がある。兼六園式（りんご吊りの基本様式）をもとに東京都建設局の旧北部公園緑地事務所の北部式と旧南部公園緑地事務所の南部式が派生した。
兼六園式
帆柱の頭飾りとして荒縄を巻きつけ、左右と先端に飾りいぼ結びを施し、周囲に裾回し（縁、ブチ）を作らず各縄で直接枝を吊っている。
北部式
帆柱の頭飾りにワラボッチ（藁やこもを編んだ飾り）を付け、周囲に裾回しとする竹の骨（バチ、かんざし）を放射状に組み、先端のブチの割り竹に吊り縄を結ぶ。
南部式
帆柱の頭飾りに吊り縄の上端を編んだバレン（まとい）を付けており、北部式とほぼ同じ裾回しだが、先端のブチのシュロ縄に吊り縄を結ぶ。

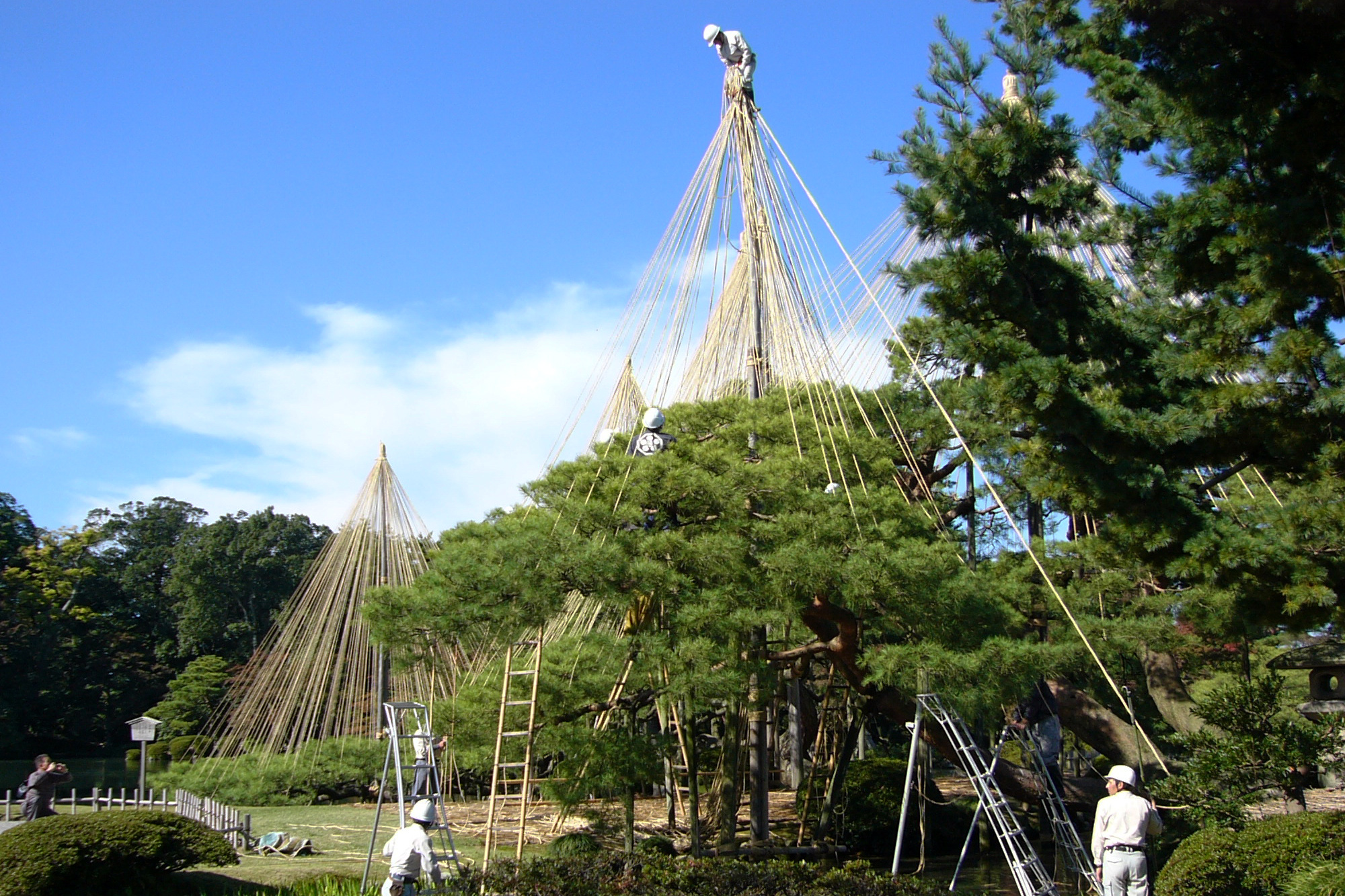
取付け作業風景
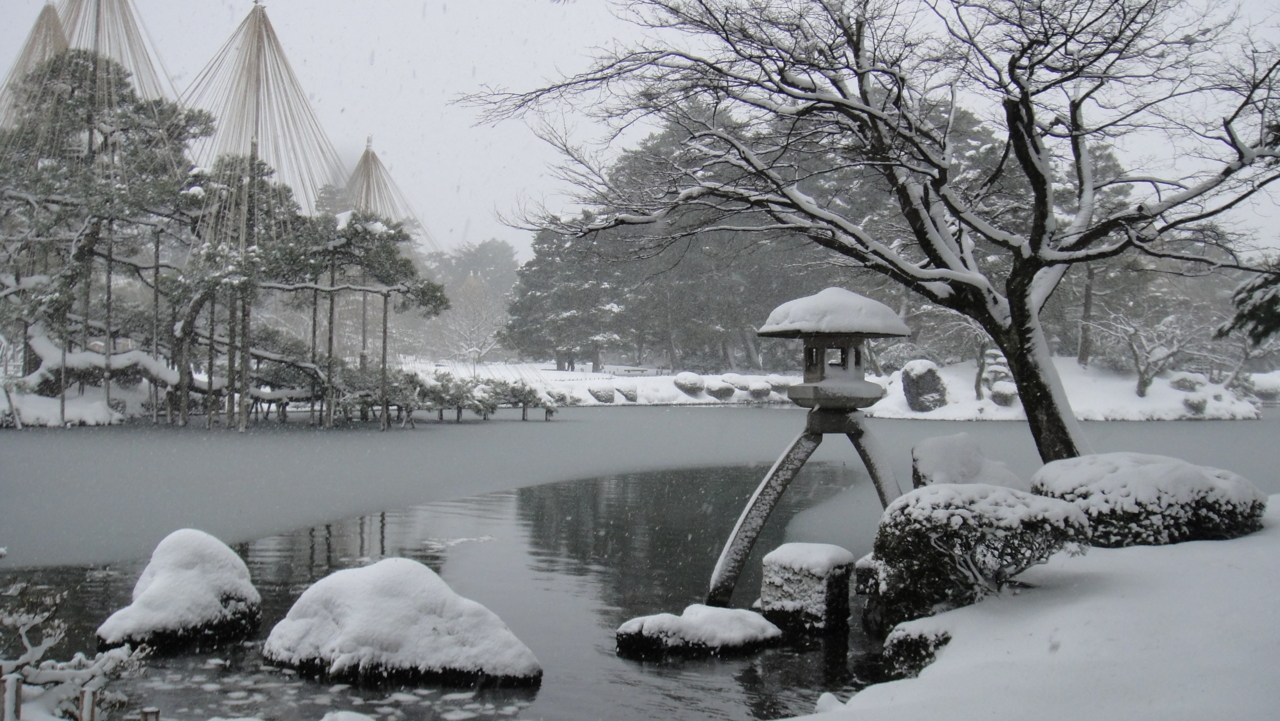
雪吊のある雪景色

## 雪吊りが行われる庭園等
雪の多い日本の東北地方や北陸地方などで雪吊りは用いられる。北陸地方では雪囲い(ゆきがこい)と呼ばれることが多い。代表的なものとして石川県金沢市の兼六園があり、例年降雪期前の11月に雪吊が施され、降雪期が終わる3月に外される。兼六園では500本を超える樹木に約1か月半のべ500人以上が雪吊りの作業にあたる。
また、降雪が少ない関東地方でも、東京都新宿区の甘泉園公園では冬の風物詩として雪吊が施される。
- 兼六園（石川県金沢市）
- 高山陣屋（岐阜県高山市）[4]
- 藤田記念庭園（青森県弘前市）